# 王金祥 (1947年)
王金祥（1947年—），汉族，中华人民共和国政治人物、第十一届全国政协委员。
加入中国共产党，担任十一届全国政协常务委员、国务院西部地区开发领导小组办公室副主任。2008年，当选第十一届全国政协常务委员，代表农业界，分入第三十八组。并担任民族和宗教委员会专委。